# 攻略本
攻略本（日语：攻略本），或稱攻略，是指收录特定电子游戏提示或完整解的说明书，內容環繞一款或多款電子遊戲的過關方法、注意點等。攻略本和攻略之间的界限有些模糊。前者通常包含后者，或围绕后者编写。官方攻略本通常以纸制形式出版，其中既包括以书籍出版，也包括在电子游戏杂志中刊载；而非官方遊戲攻略則可能透過互聯網分享。一些非常流行的游戏作品，攻略本会以主流出版渠道发售，如书店甚至报摊。一些出版商还在网站上发售电子书版本。
官方攻略本由游戏零售商自己，或是授权特定出版社编写，并以“官方”名义推向市场；Prima Game（Random House的一个部门）和BradyGames（Pearson Education的一个部门）专门为各种公司编写官方攻略本。

## 線上攻略
線上攻略本通常會放置在網站上，例如GameFAQs、巴哈姆特電玩資訊站等遊戲社群網站都提供這些指南，這些內容大部份不是官方、而是遊戲玩家所提供。一些玩家會將自己遊玩遊戲的過程拍攝成影片、並上傳至影片分享網站，同樣可以達到為其他玩家提供指南的效果。除了協助在遊戲中可能遇到過關困難的玩家，亦能介紹給未參與這些遊戲的遊戲者，讓他們可以看到遊戲大概的類型和玩法以判斷自己是否該參與這些遊戲。

## 內容
攻略本的內容因遊戲類型而異，通常會包含：
- 遊戲的詳細資訊。
- 完整的遊戲地圖，標示地圖中可以取得的道具。
- 解說完整的遊戲流程。
- 敵人的資料，包括擊敗敵人（特別是頭目）的方法。
- 遊戲道具清單
- 遊戲密技
- 提供戰術或策略的建議
- 部分還附後日談:有該遊戲製作團隊及幕後聲優等訪談、週邊商品簡介、其他等。